# Золотая улочка
Золотая улочка, Злата уличка (чеш. Zlatá ulička) — старинная улица Праги, расположенная в Пражском Граде, является одним из символов города. Для облика улицы характерны карликовые двухэтажные домики, встроенные в арки бывшей крепостной стены.

## История
Улочка возникла при стихийной застройке территории Пражского Града. Первоначально она называлась Ювелирная улица (Златницка), что связано с работавшими и жившими здесь чеканщиками золота.
В 1597 году Рудольф II приказал отдать пространство под арками Владиславской крепостной стены в пользование 24 стрельцам Града, которые несли сторожевую службу у ворот, а также караулили заключённых. Вскоре улочка превратилась в ремесленную и стала местом скопления бедноты.
Существует легенда, что здесь жили алхимики.
До Второй мировой войны застройка использовалась как жилая. В одном из таких домиков (дом № 22) с 1916 по 1917 года работал Франц Кафка.

## Золотая улочка в наши дни
Сегодня улочка является популярным туристическим местом, карликовые домики переоборудованы в сувенирные магазины с галереями и экспозициями.
Вход платный, посещение включено в стоимость комплексного билета по Пражскому Граду (250 крон). После 18-00 вход свободный, однако большинство сувенирных магазинов к этому времени закрывается.